# Пам'ятки археології Зміївського району
У Зміївському районі Харківської області на обліку перебуває 72 пам'ятки археології.
| № з/п | Охоронний №    | Місцезнаходження об'єкту | Назва об'єкту | Дослідник, рік обстеження | Розміри                          | Кат                                                  | Рішення Харківського ОВК, накази УКіТ               | Охоронна зона: розміри, Рішення Харківського ОВК, накази УКіТ |
| ----- | -------------- | --- | --- | --- | -------------------------------- | ---------------------------------------------------- | --------------------------------------------------- | ------------------------------------------------------------- |
| 1.    | 2556           | м. Зміїв | Поселення бондарихинське. IX-VII н.е.                                                                              | Пузаков Є.В., археол. 1957р. | Площа 100х60 м                   | Місцева                                              | № 975 від 18.09.97р.                                |                                                               |
| 2.    | 2557           | -<<- | Поселення черняхівське. II-V ст н.е.                                                                               | Федоровський О.С., археол. 1927р. | Площа 500х100 м                  | -<<-                                                 | -<<-                                                |                                                               |
| 3.    | 2117           | с. Бірочок Другий Соколівської с/р | Поселення багатошарове: неолітичне, бондарихинське, пеньківське. IV тис. до н.е. XI-VI ст. н.е., V-VII ст. до н.е. | Воловик С.І., археол. 1984р. | Площа 150х81 м                   | -<<-                                                 | № 118 від 17.03.86р.                                | 50 м.№ 184 від 20.04.87р.                                     |
| 4.    | 838(200018-Н)  | с. Велика Гомільша Великогомільшанської с/р | Городище скіфське. V-III ст. до н.е.                                                                               | Семенов-Зусер С.А. кін. XIX ст. Шрамко Б.А., д.і.н. | Площа 7 га                       | Національна                                          | № 61 від 25.01.72р.Постанова КМУ № 928 від 03.09.09 | 50 м.№33 від 23.01.84р.                                       |
| 5.    | 844            | с. Велика Гомільша Великогомільшанської с/р, за 800 м на схід від села | Поселення скіфське. VI-III ст. до н.е.                                                                             | Андрієнко В.П., к.і.н. 1968р. | Площа 150х70 м                   | Місцева                                              | № 61 від 25.01.72р.                                 | 50 м. №197 від 16.04.1984р.                                   |
| 6.    | 845            | с. Велика Гомільша Великогомільшанської с/р, за 2,5 км на північний захід | Поселення “Добрик”. II тис. до н.е.                                                                                | Андрієнко В.П., к.і.н. 1968р. | Площа 120х50 м                   | -<<-                                                 | -<<-                                                | 50 м. №197 від 16.04.1984р.                                   |
| 7.    | 857            | с. Велика Гомільша Великогомільшанської с/р, на північно-східній околиці | Поселення скіфське “Засеменове”. V-III ст. до н.е.                                                                 | Андрієнко В.П., к.і.н. 1968р. | Площа 300х500 м                  | -<<-                                                 | -<<-                                                | 50 м. №197 від 16.04.1984р.                                   |
| 8.    | 864(200018-Н)  | с. Велика Гомільша Великогомільшанської с/р, за 1 км від східної околиці | Кургани. 700. 1 майдан.III тис. до н.е. – I тис. н.е.                                                              | Федоровський О.С., археол.20-ті рр. XX ст. | Вис. 0,3-6,0 м                   | Національна                                          | № 61 від 25.01.72р.Постанова КМУ № 928 від 03.09.09 | 50 м.№33 від 23.01.84р.                                       |
| 9.    | 839(200019-Н)  | с-ще Водяне Борівської с/р, за 2 км на схід, в ур. Холодний Яр. | Городище «Водяне» двошарове: скіфське і роменське.V-III ст. до н.е.                                                | Волченко П.А., поч. XIX ст.Фукс М.К., археол.20-ті рр. XX ст. | Площа 6400 кв.м                  | -<<-                                                 | -<<-                                                | 50 м.№33 від 23.01.84р.                                       |
| 10.   | 846            | с-ще Водяне Борівської с/р | Поселення скіфське.V-III ст. до н.е.                                                                               | Шрамко Б.А., д.і.н. 1951р. | Місцева                          | № 61 від 25.01.72р.                                  | 50 м. №197 від 16.04.1984р.                         |                                                               |
| 11.   | 2115(200020-Н) | с. Гайдари Задонецької с/р | Городище «Гайдари» давньоруське. III-X ст.ст.                                                                      | Федоровський О.С., археол. 1927р. | Національна                      | № 118 від 17.03.86р.Постанова КМУ № 928 від 03.09.09 | 50 м.№ 184 від 20.04.87р.                           |                                                               |
| 12.   | 847            | с. Гайдари Задонецької с/р, між селами Гайдари і Задонецьке | Поселення скіфське. V-III ст. до н.е.                                                                              | Шрамко Б.А., д.і.н. 1953р. | 650х225 м                        | Місцева                                              | № 61 від 25.01.72р.                                 | 50 м. №197 від 16.04.1984р.                                   |
| 13.   | 848            | с. Гайдари Задонецької с/р, біля біостанції ХНУ | Поселення салтівське “Лагерь”.VIII-X ст.                                                                           | Шрамко Б.А., д.і.н. 1974р. | -<<-                             | -<<-                                                 | 50 м. №197 від 16.04.1984р.                         |                                                               |
| 14.   | 849            | с. Гришківка Соколівської с/р, на правому березі р. Мжа на півн-схід від села в саду на півд-зах від ферми | Поселення скіфське. V-III ст.ст. до н.е.                                                                           | Красюк Я.І., історик. 1951р. | Площа 450х180 м                  | -<<-                                                 | -<<-                                                | 50 м. №197 від 16.04.1984р.                                   |
| 15.   | 2125           | -<<- | Кургани. 60.III тис. до н.е. – I тис. н.е.                                                                         | Красюк Я.І., історик. 1951р. | Вис. 0,3-3,2 м                   | -<<-                                                 | № 118 від 17.03.86р.                                | 50 м.№ 184 від 20.04.87р.                                     |
| 16.   | 850            | с. Джгун Бірківської с/р, біля ставка недалеко від с. Джгун | Поселення багатошарове: доби бронзи, скіфське і черняхівське. II тис. до н.е. V-III ст.до н.е., II-IV ст. до н.е.  | Красюк Я.І., історик. 1951р. | -<<-                             | № 61 від 25.01.72р.                                  | 50 м. №197 від 16.04.1984р.                         |                                                               |
| 17.   | 2118           | с. Жаданівка Таранівської с/р | Поселення (1, 2) черняхівське. II-IV ст.                                                                           | Воловик С.І., археол. 1984р. | Площа 150х100 м,150х200м         | -<<-                                                 | № 118 від 17.03.86р.                                | 50 м.№ 184 від 20.04.87р.                                     |
| 18.   | 851            | с. Задонецьке Задонецької с/р, між селами Задонецьке і Гайдари, біля мосту | Поселення пеньківське “Задонецьке”. V-VII ст.                                                                      | Шрамко Б.А., д.і.н. 1953р. | Площа 300х100 м                  | -<<-                                                 | № 61 від 25.01.72р.                                 | 50 м. №197 від 16.04.1984р.                                   |
| 19.   | 852            | с. Задонецьке Задонецької с/р, праворуч від дороги в смт. Лиман | Поселення скіфське “Піщане”. V-III ст. до н.е.                                                                     | Шрамко Б.А., д.і.н. 1954р. | Площа 300х300 м                  | -<<-                                                 | -<<-                                                | 50 м. №197 від 16.04.1984р.                                   |
| 20.   | 854            | с. Западня Великогомільшанської с/р, за 400 м на південний схід від села в урочищі Дровосіки | Поселення скіфське. VIII-III ст. до н.е.                                                                           | Шрамко Б.А., д.і.н. 1967р. | Площа 745000 кв.м                | -<<-                                                 | -<<-                                                | 50 м. №197 від 16.04.1984р.                                   |
| 21.   | 2242           | с. Западня Великогомільшанської с/р | Поселення скіфське “Мисове”. VI-IV ст. до н.е.                                                                     | Радзієвська В.Є., археол. | Площа 250х100 м                  | -<<-                                                 | № 183 від 20.04.87р.                                | 50 м.№ 184 від 20.04.87р.                                     |
| 22.   | 855            | с. Западня Великогомільшанської с/р, на північній околиці села | Поселення зрубне “Западня - II” II тис. до н.е.                                                                    | Шрамко Б.А., д.і.н. 1955р. | -<<-                             | № 61 від 25.01.72р.                                  | 50 м. №197 від 16.04.1984р.                         |                                                               |
| 23.   | 856            | с. Западня Великогомільшанської с/р, за 200 м від селища-II | Поселення салтівське “Западня -III”. VIII-X ст. н.е.                                                               | Шрамко Б.А., д.і.н. 1953р. | -<<-                             | -<<-                                                 | 50 м. №197 від 16.04.1984р.                         |                                                               |
| 24.   | 858            | с. Колісники Островерхівської с/р, на правому березі р. Мжі на піщаній височині біля с. Колісники | Поселення черняхівське. II-IV ст. н.е.                                                                             | Шрамко Б.А., д.і.н. 1957р. | Площа 250х100 м                  | -<<-                                                 | -<<-                                                |                                                               |
| 25.   | 840(200021-Н)  | с. Коропове Задонецької с/р | Городище «Коропове» скіфське. V-III ст. до н.е.                                                                    | XIX ст. | Площа 1,5 га                     | Національна                                          | № 61 від 25.01.72р.Постанова КМУ № 928 від 03.09.09 | 50 м.№33 від 23.01.84р.                                       |
| 26.   | 859            | с. Коропове Задонецької с/р, в 2-х км від села біля купальні будинку відпочинку | Поселення двошарове : пізня бронза та салтівської. VIII-X ст. н.е.                                                 | Шрамко Б.А., д.і.н. 1953р. | Місцева                          | № 61 від 25.01.72р.                                  | 50 м. №197 від 16.04.1984р.                         |                                                               |
| 27.   | 853            | смт. Лиман Лиманської сел/р, лівий берег р. Сіверський Донець між оз. Чайка та рікою за 3,0 км на південь від с. Лиман у під берега оз. Чайка | Поселення двошарове: доби бронзи та салтівське. II тис. до н.е. VIII-X ст. н.е.                                    | Сібільов М.В., археол. | Площа 1,05 га                    | -<<-                                                 | -<<-                                                | 50 м. №197 від 16.04.1984р.                                   |
| 28.   | 2558           | с. Миргороди Тимченківської с/р | Поселення бондарихинське. XII-VIII ст. до н.е.                                                                     | Бойко Ю.М., к.і.н. | Площа 1000 кв.м                  | -<<-                                                 | № 975 від 18.09.97р.                                |                                                               |
| 29.   | 841(200022-Н)  | с. Мохнач Скрипаївської с/р, на північ від села | Городище багатошарове: скіфське, роменське і салтівське. VI-IV ст. до н.е. VIII-X ст. н.е.                         | “Книга Большому чертежу” XVII ст. | Площа 1,4 га                     | Національна                                          | № 61 від 25.01.72р.Постанова КМУ № 928 від 03.09.09 | 50 м.№33 від 23.01.84р.                                       |
| 30.   | 860            | с. Мохнач Скрипаївської с/р, лівий берег р. Сіверський Донець проти с. Мохнач в 300-400м праворуч від мосту біля соснового гаю | Поселення салтівське. VIII-X ст. н.е.                                                                              | 1948р. | Площа 400х200 м                  | Місцева                                              | № 61 від 25.01.72р.                                 | 50 м. №197 від 16.04.1984р.                                   |
| 31.   | 861            | с. Нижній Бишкин Нижньобишкинської с/р на тер села на правому березі р. Сіверський Дінець | Поселення двошарове: черняхівське і пеньківське. II-IV ст. н.е. V-VII ст. н.е.                                     | Федоровський О.С., археол. 1931р. | -<<-                             | -<<-                                                 | 50 м. №197 від 16.04.1984р.                         |                                                               |
| 32.   | 2119           | с. Нижній Бишкин Нижньобишкинської с/р | Поселення – I двошарове: пеньківське і салтівське. V-VII ст. н.е. VIII-X ст. н.е.                                  | Буйнов Ю.Б., к.і.н. 1976р. | Площа 400х160 м                  | -<<-                                                 | № 118 від 17.03.86р.                                | 50 м.№ 184 від 20.04.87р.                                     |
| 33.   | 2120           | с. Нижній Бишкин Нижньобишкинської с/р | Поселення – II салтівське. VIII-X ст. н.е.                                                                         | Дегтяр А.К., археол. 1977р. | Площа 300х180 м                  | -<<-                                                 | № 118 від 17.03.86р.                                | 50 м.№ 184 від 20.04.87р.                                     |
| 34.   | 862            | с. Островерхівка Островерхівської с/р у верхів’ях р. Чорнавки | Поселення скіфське. VI-IV ст. до н.е.                                                                              | Рибаков Б.О., д.і.н. 1950р. | Площа 1,9 га                     | -<<-                                                 | № 61 від 25.01.72р.                                 | 50 м. №197 від 16.04.1984р.                                   |
| 35.   | 865            | с. Островерхівка, на захід від села в урочищі Абазівське. | Кургани. 4.III тис. до н.е. – I тис. н.е.                                                                          | Рибаков Б.О., д.і.н. 1950р. | Вис. 0,5-1,0 м                   | -<<-                                                 | -<<-                                                | 50 м.№33 від 23.01.84р.                                       |
| 36.   | 843            | с-ще Першотравневе, на північний схід від селища | Поселення скіфське «Бірочок перший». VIII-III ст. до н.е.                                                          | Шрамко Б.А., д.і.н. 1951р. | -<<-                             | -<<-                                                 | 50 м. №197 від 16.04.1984р.                         |                                                               |
| 37.   | 2121           | с. Соколове, Соколівської с/р | Поселення черняхівські (1,2,3). II-IV ст.н.е.                                                                      | Воловик С.І., археол. 1984р. | Площа 400х100 м,200х100м,150х50м | -<<-                                                 | № 118 від 17.03.86р.                                | 50 м.№ 184 від 20.04.87р.                                     |
| 38.   | 842(200023-Н)  | с. Суха Гомільша Нижньобишкінської с/р | Городище та селище «Суха Гомільша» салтівське. V-III ст. до н.е. VII-X ст н.е.                                     | “Книга Большому чертежу” XVII ст. | Площа 2,0 га                     | Національна                                          | № 61 від 25.01.72р.Постанова КМУ № 928 від 03.09.09 | 50 м.№33 від 23.01.84р.                                       |
| 39.   | 2116           | с. Таранівка Таранівської с/р, “Жуківське городище” | Городище скіфське. VI-III ст. до н.е.                                                                              | Багалій Д.І., історик. 1905р. | Площа 5700 кв.м                  | Місцева                                              | № 118 від 17.03.86р.                                | 50 м.№ 184 від 20.04.87р.                                     |
| 40.   | 2122           | с. Таранівка Таранівської с/р | Поселення скіфське VI-III ст. до н.е.                                                                              | Буйнов Ю.В., к.і.н. 1977р. | Площа 300х200 м                  | -<<-                                                 | -<<-                                                | 50 м.№ 184 від 20.04.87р.                                     |
| 41.   | 2559           | с. Тимченки Тимченківської с/р | Ґрунтовий могильник XII-IX ст. до н.е.                                                                             | Буйнов Ю.В., к.і.н. 1975р. | -<<-                             | № 975 від 18.09.97р.                                 |                                                     |                                                               |
| 42.   | 2123           | -<<- | Поселення багатошарове: зрубне, скіфське і черняхівське XV-XII ст. до н.е. VI-III ст. до н.е. II-IV ст. н.е.       | Воловик С.І., археол. 1984 р | Площа 600х100 м                  | -<<-                                                 | № 118 від 17.03.86р.                                | 50 м.№ 184 від 20.04.87р.                                     |
| 43.   | 2124           | -<<- | Поселення доби бронзи. II тис. до н.е.                                                                             | Воловик С.І., археол. 1984р. | -<<-                             | -<<-                                                 | 50 м.№ 184 від 20.04.87р.                           |                                                               |
| 44.   | 863            | с. Черкаський Бишкин Нижньобишкинської с/р, біля села на лів. Березі р. Сів. Дінець | Поселення черняхівське. II-IV ст. н.е.                                                                             | Федоровський О.С., археол. 1925-1931 рр. | -<<-                             | № 61 від 25.01.72р.                                  | 50 м. №197 від 16.04.1984р.                         |                                                               |
| 45.   |                | с. Коропове Задонецької сільської ради Зміївського району. | Поселення «Коропове-1» XV – XIII ст. до н. е.                                                                      | Задніков С.А., 2008р. | 100×100 м                        | Об’єкт                                               | Наказ УКіТ №113/1 від 24.03.10р.                    |                                                               |
| 46.   |                | с. Коропове, Задонецька сільська рада, Зміївський район. Поселення розташоване на лівому березі р. Сіверський Донець на піщаних дюнах, біля лісу, праворуч від асфальтованої дороги на с. Коропове.                                                                  | Поселення «Коропове Д» XVIII-XV ст. до н.е.                                                                        | Шрамко Б.А.,Міхеєв В.К.,Грубнік-Буйнова Л.П.,Дідик В.В.,1977р., 2008р. | 100×100 м                        | Об’єкт                                               | Наказ УКіТ №113/1 від 24.03.10р.                    |                                                               |
| 47.   |                | с. Першотравневе, Бірківська с. р., Зміївський р-н. Поселення розташовано між селами Бірочек Другий та сел. Першотравневе. З півночі знаходиться ставок. З заходу розташовано ліс та садове товариство «Нівелір». Зі сходу лісова смуга, за якою знаходиться болото. | Поселення «Першотравневе». ІІ тис. до н.е. - поч. І тис. до н.е.                                                   | Задніков С.А., 2009р. | 300х100м.                        | Об’єкт                                               | Наказ УКіТ №233/1 від 12.07.10р.                    |                                                               |
| 48.   |                | Зміївський району. Поселення розташоване за 5 км на північний схід від с. Мохнач | Поселення «П» | Квітковський В.І. | Орієнтовні розміри 200 х 80 м    | Об’єкт                                               | Наказ УКіТ №179 від 06.07.2009р.                    |                                                               |
| 49.   |                | С. Задонецьке Задонецької с/рЗміївського р-ну. Поселення розташоване на північній околиці села. | Поселення «Задонецьке»                                                                                             | Пузаков Є.В.,Шрамко Б.А.Міхеєв В.К.,Грубнік-Буйнова Л.П. | 400×250 м                        | Об’єкт                                               | Наказ УКіТ №179 від 06.07.2009р.                    |                                                               |
| 50.   |                | ур. Зайців Яр, Задонецької сільської ради Зміївського р-ну. Поселення розміщуються на надзаплавній терасі правого берега р. Сіверський Донець. | Поселення Зайців Яр-1;Зайців Яр - 2                                                                                | Голубєва І.В.2007доба бронзи ІІ тис. до н.е. - поч. І тис. до н.е. | Площа не встановлена             | Об’єкт                                               | Наказ УКіТ №249 від 22.07.08р.                      |                                                               |
| 51.   |                | с. Бірки Бірківської с/ради. 2 кургани, розташовані на північний схід за 1 км та 1,5 км від села | Кургани | Ревенко В.І., зав. відділу охорони пам’яток ХІМ. 2001 р.Енеоліт. Доба бронзи. Скіфський час. Раннє середньовіччя. III тис. до н.е. – I тис. н.е.                                           | вис. 0,5-0,7 м                   | Об’єкт                                               | Наказ УКіТ №25 від 02.03.05р.                       |                                                               |
| 52.   |                | с-ще Благодатне Комсомольської сел/ради. 1 курган, розташований на північний схід за 4 км від селища | Курган | Бакуменко К.І., ст. науков. співроб. ХНМЦОКС,Ревенко В.І., зав.відділу археології ХНМЦОКС. 2004 р.Енеоліт. Доба бронзи. Скіфський час. Раннє середньовіччя. III тис. до н.е. – I тис. н.е. | вис. 1,8 м                       | Об’єкт                                               | Наказ УКіТ №25 від 02.03.05р.                       |                                                               |
| 53.   |                | с. Водяхівка Чемужівської с/ради. 8 курганів, розташовані на південь від села | Кургани | Ревенко В.І., зав. відділу охорони пам’яток ХІМ. 2001 р.Енеоліт. Доба бронзи. Скіфський час. Раннє середньовіччя. III тис. до н.е. – I тис. н.е.                                           | вис. 0,8-4,0 м                   | Об’єкт                                               | Наказ УКіТ №25 від 02.03.05р.                       |                                                               |
| 54.   |                | с. Геніївка Геніївської с/ради. 12 курганів, розташовані на південь від села | – << – | – << – | вис. 0,7-2,5 м                   | Об’єкт                                               | Наказ УКіТ №25 від 02.03.05р.                       |                                                               |
| 55.   |                | с. Глибока Долина Соколівської с/ради. 2 кургани, розташовані на північний схід за 1 км від села | – << – | – << – | вис. 0,4-0,8 м                   | Об’єкт                                               | Наказ УКіТ №25 від 02.03.05р.                       |                                                               |
| 56.   |                | с-ще Донець Комсо-мольської сел/ради. 7 курганів, розташовані навколо селища | – << – | – << – | вис. 0,8-7,0 м                   | Об’єкт                                               | Наказ УКіТ №25 від 02.03.05р.                       |                                                               |
| 57.   |                | с. Задонецьке Задонецької с/ради. 7 курганів, розташовані на захід від села | – << – | – << – | вис. 0,8-1,3 м                   | Об’єкт                                               | Наказ УКіТ №25 від 02.03.05р.                       |                                                               |
| 58.   |                | с. Колісники Тимченківської с/ради. 1 курган, розташований на захід за 1 км від села | Курган | – << – | вис. 1,0 м                       | Об’єкт                                               | Наказ УКіТ №25 від 02.03.05р.                       |                                                               |
| 59.   |                | с. Костянтинівка Борівської с/ради. 5 курганів, розташовані на схід та на південний схід від села | Кургани | – << – | вис. 1,0-2,5 м                   | Об’єкт                                               | Наказ УКіТ №25 від 02.03.05р.                       |                                                               |
| 60.   |                | с-ще Красна Поляна Борівської с/ради. 11 курганів, розташовані на південний захід від селища | – << – | – << – | вис. 0,3-2,0 м                   | Об’єкт                                               | Наказ УКіТ №25 від 02.03.05р.                       |                                                               |
| 61.   |                | с-ще Кукулівка Бір-ківської с/ради. 3 кургани, розташовані навколо селища | – << – | – << – | вис. 0,4-1,6 м                   | Об’єкт                                               | Наказ УКіТ №25 від 02.03.05р.                       |                                                               |
| 62.   |                | с. Нижній Бишкин Нижньобишкинської с/ради. 6 курганів, розташовані на південний захід, південний схід та на південь від села | – << – | – << – | вис. 0,4-5,0 м                   | Об’єкт                                               | Наказ УКіТ №25 від 02.03.05р.                       |                                                               |
| 63.   |                | с. Омельченки Задонецької с/ради. 1 курган, розташовані на схід за 0,2 км від села | Курган | – << – | вис. 0,4 м                       | Об’єкт                                               | Наказ УКіТ №25 від 02.03.05р.                       |                                                               |
| 64.   |                | с. Пасіки Велико-гомільшанської с/ради. 1 курган, розташований на захід за 1,5 км від села | – << – | – << – | вис. 1,0 м                       | Об’єкт                                               | Наказ УКіТ №25 від 02.03.05р.                       |                                                               |
| 65.   |                | с-ще Роздольне Таранівської с/ради. 1 курган, розташований на північний захід за 1 км від села | – << – | – << – | вис. 1,5 м                       | Об’єкт                                               | Наказ УКіТ №25 від 02.03.05р.                       |                                                               |
| 66.   |                | с. Скрипаї Скрипаївської с/ради. 7 курганів розташовані на південь та південний захід від села | Кургани | – << – | вис. 0,4-2,3 м                   | Об’єкт                                               | Наказ УКіТ №25 від 02.03.05р.                       |                                                               |
| 67.   |                | с. Соколове Соколівської с/ради. 8 курганів, розташовані навколо села | – << – | – << – | вис. 0,6-3,0 м                   | Об’єкт                                               | Наказ УКіТ №25 від 02.03.05р.                       |                                                               |
| 68.   |                | с. Таранівка Таранівської с/ради. 2 кургани, розташовані на захід від села за 4 км від села | – << – | – << – | вис. 1,5-2,5 м                   | Об’єкт                                               | Наказ УКіТ №25 від 02.03.05р.                       |                                                               |
| 69.   |                | с. Чемужівка Чемужівської с/ради. 4 кургани, розташовані на північ за 2 км та на північний захід за 4 км від села | – << – | – << – | вис. 0,6-1,5 м                   | Об’єкт                                               | Наказ УКіТ №25 від 02.03.05р.                       |                                                               |
| 70.   |                | с-ще Черемушне Зідьківської сел/ради. 3 кургани, розташовані на північ за 1,7 км та на північний захід за 3,5 км від селища | – << – | – << – | вис. 0,4-2,0 м                   | Об’єкт                                               | Наказ УКіТ №25 від 02.03.05р.                       |                                                               |
| 71.   |                | с. Шелудьківка Шелудьківської с/ради. 9 курганів розташовані на південний схід від села | – << – | – << – | вис. 0,5-4,0 м                   | Об’єкт                                               | Наказ УКіТ №25 від 02.03.05р.                       |                                                               |
| 72.   |                | Харківська область, Зміївський район, Великогомільшанська селищна рада; Первомайський район, Єфремівська селищна рада. | Поселення «Новоберецьке»                                                                                           | О.С. Федоровський,К.В. Мизгін у 2008-2010рр.II-V ст. | 18га                             | Об’єкт                                               | Наказ УКіТ № 463 від 19.12.11р.                     |                                                               |
|       |                | | | |                                  |                                                      |                                                     |                                                               |

## Джерело
Лист Харківської Облдержадміністрації на запит ВМ УА від 28 березня 2012. Файли доступні на сайті конкурсу WLM.